# Mary Kay
 (mars 2023).
Si vous disposez d'ouvrages ou d'articles de référence ou si vous connaissez des sites web de qualité traitant du thème abordé ici, merci de compléter l'article en donnant les références utiles à sa vérifiabilité et en les liant à la section « Notes et références ».
Mary Kay est une marque de cosmétiques. Spécialisée en soins de la peau et vendue par Mary Kay Inc, le siège social de la société est établi à Addison, dans la banlieue de Dallas. L'entreprise emploie 5 000 salariés à travers le monde.

## Histoire
Mary Kay Ash a fondé sa société Mary Kay Inc le 13 septembre 1963. Richard Rogers, le fils de Mary, est le président exécutif et Holl est, depuis 2006, le PDG (C.E.O aux États-Unis).
Mary Kay a célébré ses 35 ans d'activités au Canada en 2012. 